# 14R-60
14R-60（イチヨンアールロクマル）は、トヨタテクノクラフト（現・トヨタカスタマイジング&ディベロップメント）が創立60周年を記念して、トヨタ・86をベースに生産・販売を行ったコンプリートカーである。

## 概要
2014年10月に100台限定で販売。「14」は「2014」、「R」は「Racing」、「60」は「60周年」を意味する。TRDが研究開発用に作り上げた86 TRD Griffon Concept（サーキット走行専用車）で培った技術を、ナンバー付車両に落とし込んだレーシングカーに近いコンプリートカーである。すでに販売は終了しているが、この車両のイメージを踏襲したコンプリートカー14Rは、2015年2月から発売中である。

## 主な装備
- 専用フロントエアロバンパー、カナード
- 専用フロントオーバーフェンダー
- 専用サイドスカート
- 専用リヤバンパー、ディフューザー
- カーボンフェンダーフィン
- カーボンルーフ
- リヤスポイラー
- リヤサイドスポイラー
- エアロスタビライジングカバー
- リヤウイング（スワンネック形状）
- 18inマグネシウム鍛造ホイール、ブリヂストン製タイヤ
- インテークマニホールドカバー
- スポーツエアフィルタ
- 専用センターマフラー
- エンジンオイルクーラー
- 強化エンジンマウント
- バッフルプレート（エンジンオイル片寄防止）
- スポーツオイルフィルター
- オイルフィラーキャップ
- ラジエターキャップ
- 強化クラッチカバー
- 強化クラッチディスク（メタルタイプ）
- 軽量フライホイール
- 機械式L.S.D.（2WAY）
- クロスミッション、ファイナルギヤ
- クイックシフト
- 専用モノブロックブレーキキット（フロント4ポット、リヤ2ポット）
- 専用フロントパフォーマンスロッド
- 専用リヤVブレース
- 専用車高調整式サスペンション（フロント倒立式）
- ピロアッパーマウント
- 強化サスペンションブッシュ
- 強化フロントロワアーム
- 強化リヤトレーリングアーム
- 強化リヤロワアーム
- トーコントロールアーム
- 高強度ガラス接着剤
- ドアスタビライザー
- 各部ボディ補強
- EPSコンピューター（パワーステアリング制御変更）
- 後部座席撤去（2シーター化）
- 専用フロントフルバケットシート

## 価格
メーカー希望小売価格630万円（消費税8%込み）

## 生産
ベース車両は富士重工業で生産され、トヨタテクノクラフト横浜工場にて架装が行われた。